# Konrad Jacobs
Pour les articles homonymes, voir Jacobs.
Konrad Jacobs (1928-2015) est un mathématicien allemand spécialiste de théorie des probabilités, de combinatoire, de théorie de l'information, et des systèmes dynamiques.

## Biographie
Jacobs a fait ses études secondaires à Munich, a étudié les mathématiques et la physique à Munich  et à Hambourg de 1947 à 1954, et a obtenu son diplôme en 1954 à l'université Louis-et-Maximilien de Munich sous la direction de Wilhelm Maak (de). De 1956 à 1958, il a été assistant à Munich, où il a été habilité en 1957.  En 1959, il est devenu professeur de statistiques à Göttingen. En 1965, il a été nommé à l'université Friedrich-Alexander d'Erlangen-Nuremberg, président du département de  statistique qui venait d'être créé ; il y a travaillé avec Heinz Bauer (qui y enseignait la théorie de la mesure et des probabilités). Il est devenu particulièrement connu pour son travail sur la théorie ergodique, au sujet de laquelle il a écrit un livre édité par Springer. Jacobs a également écrit une série de livres de vulgarisation des mathématiques.
Parmi ses doctorants, il y a  Volker Strassen, Ulrich Krengel (de) et Manfred Denker (de). Beaucoup d'entre eux sont devenus professeurs.

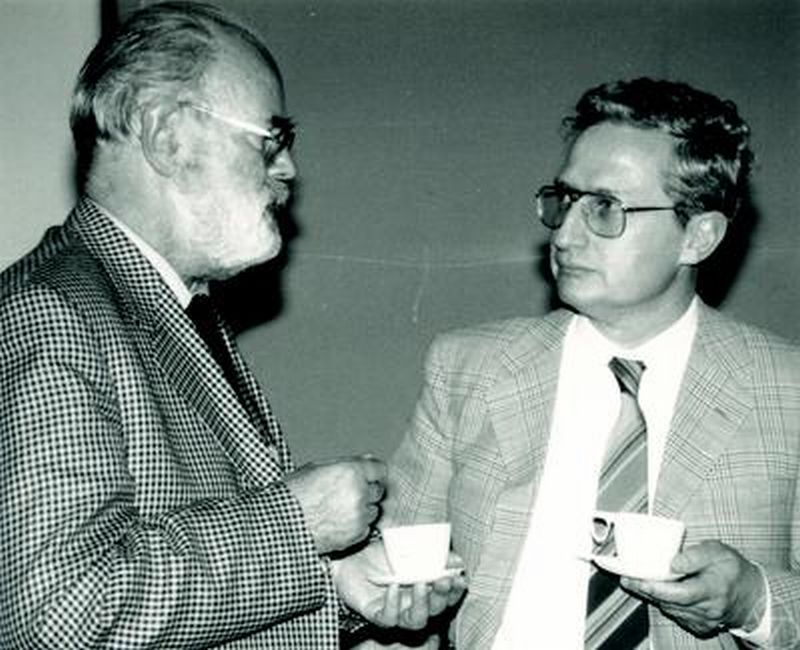
Konrad Jacobs (à gauche) avec Ulrich Krengel en 1987.

Jacobs a également travaillé dans la photographie et possédait une grande collection de portraits de mathématiciens du monde entier et de diverses époques. En 2005, il a fait don de  sa collection complète à l'Institut de recherches mathématiques d'Oberwolfach .

## Publications

### En tant qu'auteur
- (de) Neuere Methoden und Ergebnisse der Ergodentheorie, Springer, Berlin, 1960 (Ergebnisse der Mathematik und ihrer Grenzgebiete/Neue Folge, vol. 29).
- (de) (avec Dieter Jungnickel) Einführung in die Kombinatorik, 2e éd., De Gruyter, Berlin, 2004  (ISBN 3-11-016727-1).
- (en) Measure and Integral, Academic Press, New York, 1978  (ISBN 0-12-378550-2) (Probability and Mathematical Statistics).
- (en) Discrete Stochastics, Birkhäuser, Basel, 1992  (ISBN 3-7643-2591-7) (Basler Lehrbücher, vol. 3).
- (de) Resultate. Ideen und Entwicklungen in der Mathematik, Vieweg, Braunschweig, 1987/90 (paru d'après une conférence pour philosophes).

1. Proben mathematischen Denkens, 1987  (ISBN 3-528-08980-6).
2. Der Aufbau der Mathematik, 1990  (ISBN 3-528-08981-4).

- (en) Invitation to Mathematics, Princeton University Press, 1992  (ISBN 0-691-02528-2) (traduction du premier volume de Resultate)
- (de) « Neuere Ergebnisse der Mathematik », Naturwissenschaften, vol. 69, 1982, p. 21-28.

### Comme rédacteur en chef
(de) Selecta Mathematica, Springer, Berlin 1969/79 :
1. Heidelberger Taschenbücher, vol. 48, 1969, DOI 10.1007/978-3-642-95113-8 : K. Jacobs, « Maschinenerzeugte 0-1-Folgen. Rot und Schwarz » ; E. S. Andersen (de), « Das Äquivalenzprinzip » ; G. Baxter (en), « Die kombinatorischen Arcsingesetze » ; J. Imhof., « Der Heiratssatz ».
2. Heidelberger Taschenbücher, vol. 67, 1970 : Heinz-Dieter Ebbinghaus (de), entre autres Turing-Maschinen und berechenbare Funktionen ; K. Jacobs, Turing-Maschinen und zufällige 0-1 Folgen ; Hans Hermes (en), Entscheidungsproblem und Dominospiele ; Ebbinghaus, Entscheidbarkeit.
3. Heidelberger Taschenbücher, vol. 71, 1971 : Nicolaas Govert de Bruijn, « Pólyas Abzähl-Theorie: Muster für Graphen und chemische Verbindungen » ; Gerhard Ringel, « Das Kartenfärbungsproblem » ; Anatole Beck (en) et M. N. Bleicher, « Einlagerung konvexer Mengen in eine ähnliche Menge » ; K. Jacobs, « Extremalpunkte konvexer Mengen » ; H. R. Müller, « Trochoidenhüllbahnen und Rotationskolbenmaschinen » (sur la géométrie du moteur Wankel).
4. Heidelberger Taschenbücher, vol. 98, 1972  (ISBN 3-540-05782-X) : K. Jacobs, « Einige Grundbegriffe der topologischen Dynamik », « Poincaŕes Wiederkehrsatz », « Gleichverteilung mod 1 », « Markov-Prozesse mit endlichvielen Zuständen » ; Joachim Rosenmüller (de), « Konjunkturschwankungen ».
5. Heidelberger Taschenbücher, vol. 201, 1979  (ISBN 3-540-09407-5) : Anatole Beck, « Ein Paradoxon. Der Hase und die Schildkröte » ; Hermann Boerner (de), « Variationsrechnung à la Caratheodory und das Zermelosche Navigationsproblem » ; Michael Keane (de), « Geodätische Strömungen » ; Helmut Rüßmann (de), « Konvergente Reihenentwicklungen in der Störungstheorie der Himmelsmechanik » (sur la théorie KAM).

### Quelques publications disponibles en ligne
- (de) K. Jacobs, « Neuere Ergebnisse der Ergodentheorie », Jahresbericht DMV, 1965
- (de) K. Jacobs, « Zur Theorie der Markoffschen Prozesse », Mathematische Annalen, 1957
- (de) K. Jacobs, « Ergodentheorie und fastperiodische Funktionen auf Halbgruppen », Mathematische Zeitschrift, 1956
- (de) K. Jacobs, « Über die Übertragung von diskreten Informationen durch periodische und fastperiodische Kanäle », Mathematische Annalen, 1959